# Rome plow

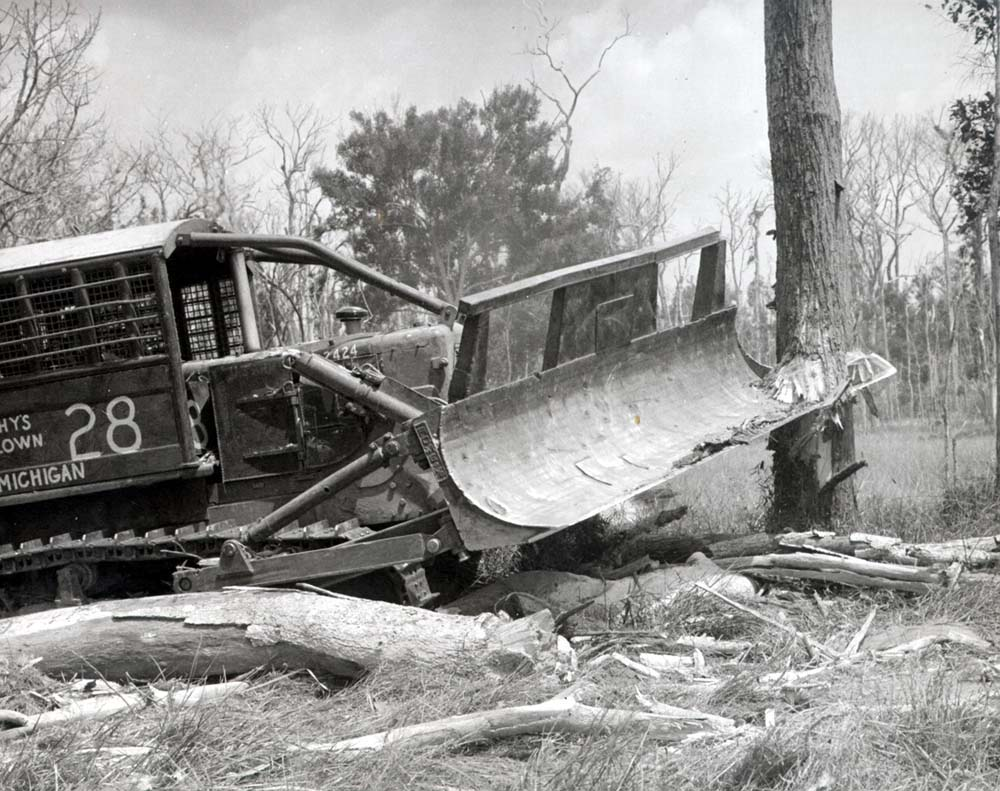
Mit Hilfe des Rammdornes wird der Baumstamm aufgebrochen.

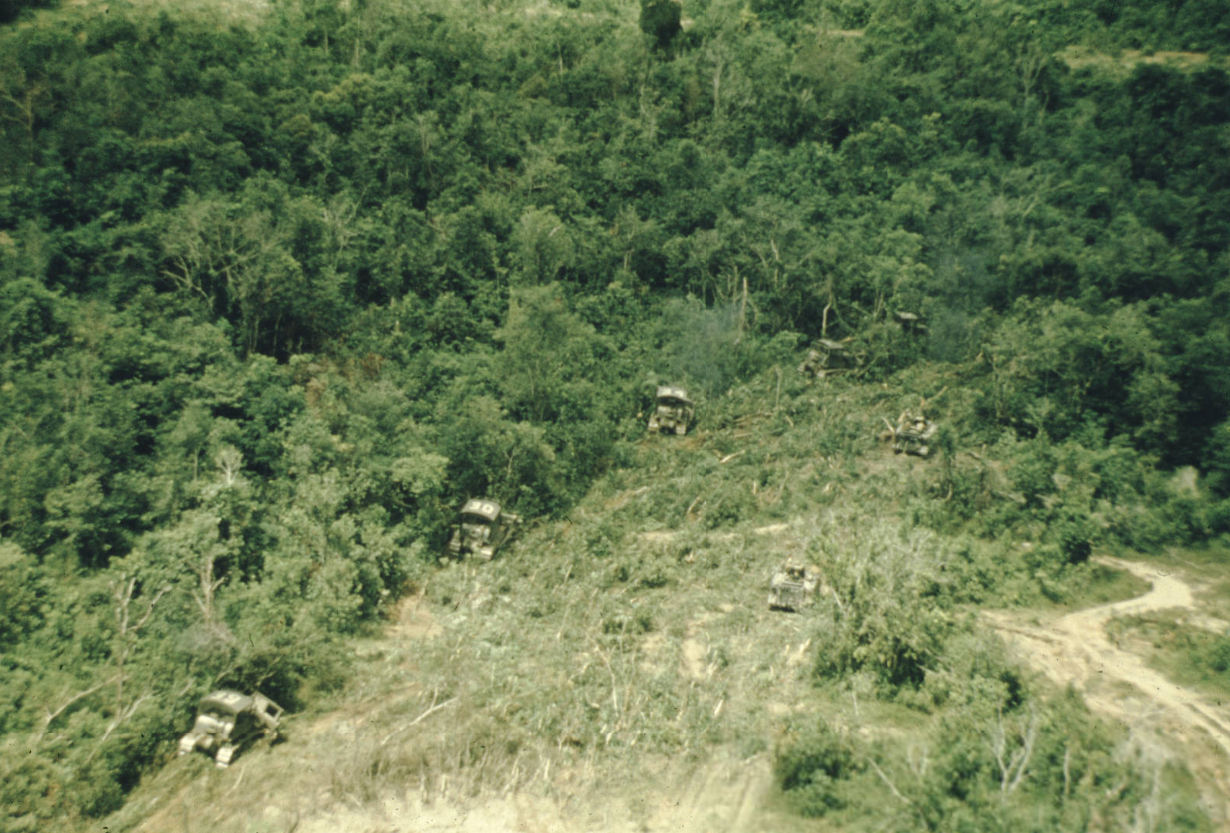
Mehrere Rome plows beim Einsatz in Vietnam (1967)

Als Rome plow wird eine von der US-Firma Rome Plow Company speziell für den harten Rodungseinsatz ausgerüstete Planierraupe bezeichnet. Sie verfügt über ein besonders geformtes Rodeschild sowie robuste Schutzaufbauten.
In Europa sind derartige Planierraupen nahezu unbekannt. Ihre Einsatzgebiete liegen überwiegend in den Regenwäldern Südamerikas, Afrikas und Südostasiens. Dort werden sie seit Mitte des 20. Jahrhunderts sowohl für militärische als auch für zivile Zwecke genutzt.

## Ausstattung
Das wichtigste Anbauteil ist ein besonders geformter Rodeschild mit der Herstellerbezeichnung KG Clearing Blade. Er verfügt über eine Stahlschneide mit einseitig angebrachtem Rammdorn, der im Englischen auch „Stinger“ (deutsch ‚Stachel‘) genannt wird. Der Rammdorn ist dem Kopf eines Spalthammers ähnlich. Oben am Schild ist zusätzlich eine massive Querstange angebracht.
Darüber hinaus verfügt die Planierraupe über verschiedene Schutzaufbauten. Dazu gehören ein stabiles Fahrerhaus mit Astabweiser, ein Schutzgitter für den Kühler sowie Panzerungen für Luftansauger und Hydraulikleitungen. Am Heck kann zudem eine Seilwinde angebracht sein.

## Arbeitsweise
Das Rodeschild ist so konstruiert, dass Baumstämme beim Vorwärtsfahren im ziehenden Schnitt mit der Stahlschneide durchgetrennt und mit der oben angebrachten Querstange umgestoßen werden können. Auf diese Weise lassen sich Baumstämme mit bis zu 90 cm Durchmesser fällen. Bei Baumstämmen, die nicht mit dieser Methode zu Fall gebracht werden können, kommt der Rammdorn zum Einsatz. Der Rammdorn wird in den Stamm eingestoßen und die Planierraupe anschließend vom Stamm weggelenkt. Dabei bricht der Rammdorn den Stamm brachial nach außen auf. Dieser Vorgang wird so lange wiederholt, bis der Baum fällt. Die Stahlschneide und der Rammdorn werden bei diesen Einsätzen stark beansprucht. Sie müssen daher regelmäßig mit dem Winkelschleifer nachgeschärft werden.

## Anwendung
Die Firma Rome Plow Company entwickelte die Zusatzausrüstung für Planierraupen bereits in den 1950er Jahren. Das US-Militär setzte entsprechend umgerüstete Caterpillar D7 und D9G sowie Allis-Chalmers HD16 im großen Stil während des Vietnamkrieges ein. Mit ihrer Hilfe wurde die dichte Vegetation des Dschungels abgeholzt, damit der Vietkong sowie nordvietnamesische Truppen sie nicht als Versteck- oder Rückzugsgebiet nutzen konnten. Zudem überstanden die Planierraupen Minenfelder und MG-Nester meist unbeschadet.
Neben der militärischen Nutzung wird die Planierraupe auch für zivile Zwecke verwendet. Die Einsätze dienen häufig dazu, Flächen für die Viehzucht oder den Ackerbau zu gewinnen. 